# Tankesmedjan Helios
Tankesmedjan Helios var en frihetlig tankesmedja för Centerpartiet. Tankesmedjan Helios publicerade rapporter och driver opinion från ett centerpartistiskt perspektiv. Tankesmedjan Helios bildades 2006. Har numera ersatts av Fores.